# 現像液

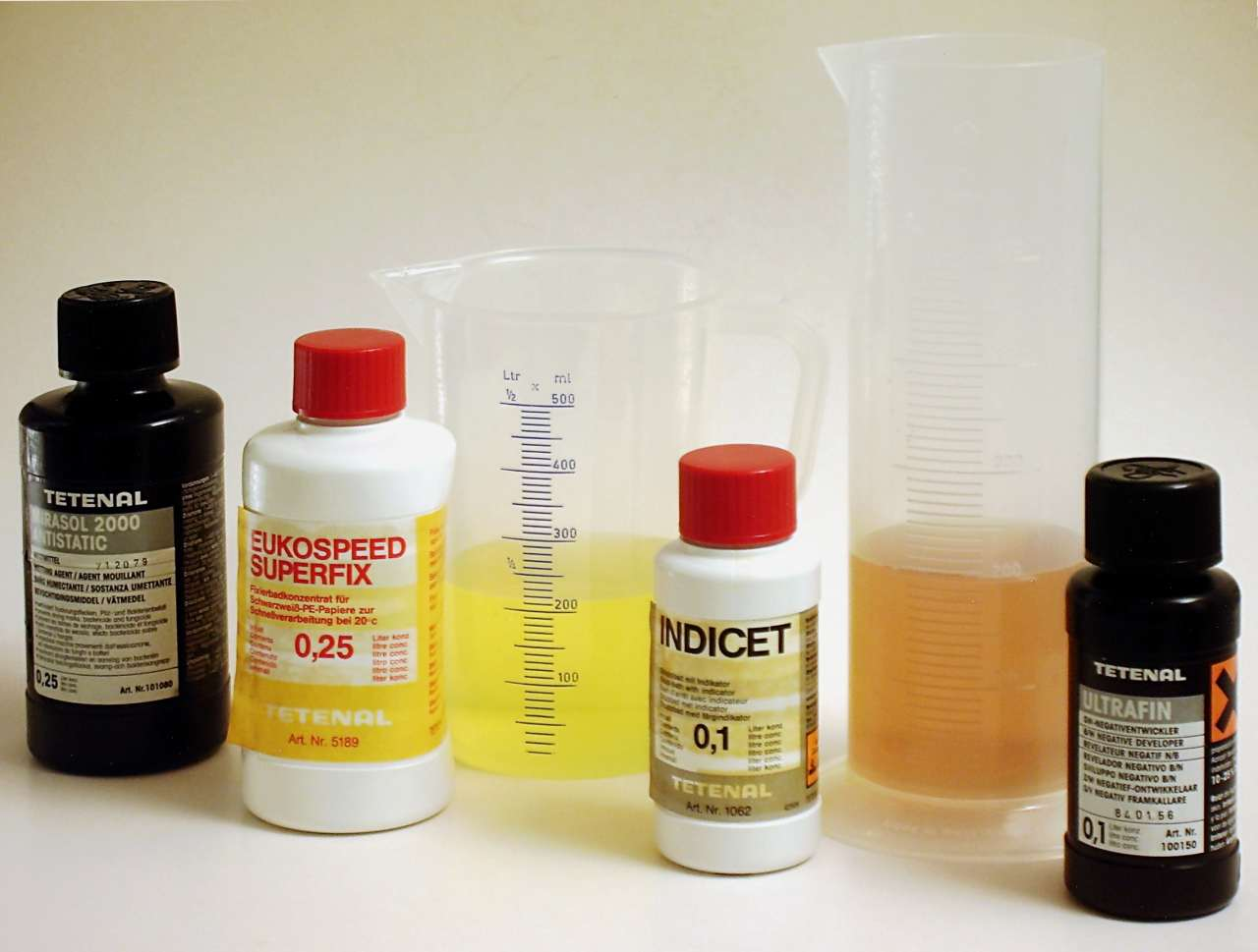
テテナールの現像液。

現像液（げんぞうえき）は、写真・映画の現像工程において、フィルムや印画紙などの感光材料を現像するための薬液、水溶液である。現像主薬（げんぞうしゅやく）、現像保恒剤（げんぞうほこうざい）、現像促進剤（げんぞうそくしんざい）、現像抑制剤（げんぞうよくせいざい）等の混合溶液である。

## 概要
日本語の慣行では、感光したフィルムあるいは印画紙や乾板に対して、最初に行なう作業を現像（英語: developing）といい、定着させ乾燥するまでの全工程を総称して現像（英語: processing）というが、ここでは前者を現像、後者を現像プロセスとする。前者の現像を行う際の薬液が「現像液」である。
撮影することによってフィルム・印画紙・乾板等の感光材料の表面の層で感光したハロゲン化銀を、金属銀に還元する作用をもち、この作用を現像と呼ぶ。この役割は現像液のなかでも現像主薬が負う。この還元作用によって、フィルム上にできた潜像を可視化する。この現像作業および内容や現像液は、白黒・カラー、ネガフィルム・リバーサルフィルムのいずれにおいても、基本的には、同様である。
一定の温度、一定の時間での現像作業が終わったら、現像を止めるために停止浴を行う。現像作用はアルカリ性の状態で活性をもつため、酸性液に浸すのである。停止浴は、現像液を流水で洗い流す水洗でも代用され、カラーリバーサルフィルムの現像方法である「E-6現像」では2分間の水洗を処方している。
カラーフィルムにおいては、ネガ・リバーサルともに第一現像のあとに発色現像を行う。白黒リバーサルフィルムにおいては、漂白、再露光を経て第二現像を行いポジに変換する。
市販の現像液は、現像主薬を中心に、現像保恒剤、現像促進剤、現像抑制剤等を混合した溶液を製造販売しているものである。

## 構成

### 現像主薬
現像主薬（げんぞうしゅやく）は、現像作用をもつ薬品であり、現像液のメインを構成する。現像主薬として用いられる薬品は以下の通り。
- ハイドロキノン （ヒドロキノン） - 強い還元剤[8]
- メトール（英語版） （硫酸パラメチルアミノフェノール塩酸塩） - ハイドロキノンと混合し「MQ現像液」とする[9]
- フェニドン
- ピロガロール - 強い還元剤[10]
- アミノフェノール（英語版）
- パラアミノフェノール（英語版） - 迅速・軟調の効果あり[11]

### 現像保恒剤
現像保恒剤（げんぞうほこうざい）は、現像作用が進み、現像主薬が無効になった際にその酸化を防ぐ作用をもつ薬品である。現像保恒剤として用いられる薬品は以下の通り。
- 亜硫酸ナトリウム （亜硫酸ソーダ） - 強い還元剤[12]

### 現像促進剤
現像促進剤（げんぞうそくしんざい）は、現像液のアルカリ度を上げ、現像作用を促進する薬品である。現像促進剤として用いられる薬品は以下の通り。
- 炭酸ナトリウム （炭酸ソーダ） - 強アルカリ性水溶液を形成[13]
- ホウ砂 （ホウ酸ナトリウム）

### 現像抑制剤
現像抑制剤（げんぞうよくせいざい）は、カブリを防止する作用をもつ薬品である。カブリとは、感光材料の表面のうち感光しなかったはずの部分が黒化・着色する現象を指す。現像抑制剤として用いられる薬品は以下の通り。
- 臭化カリウム （ブロムカリ） - 定着剤としても使用される[15]

## 基本工程
以下は手現像における標準的な手法である。

攪拌する。

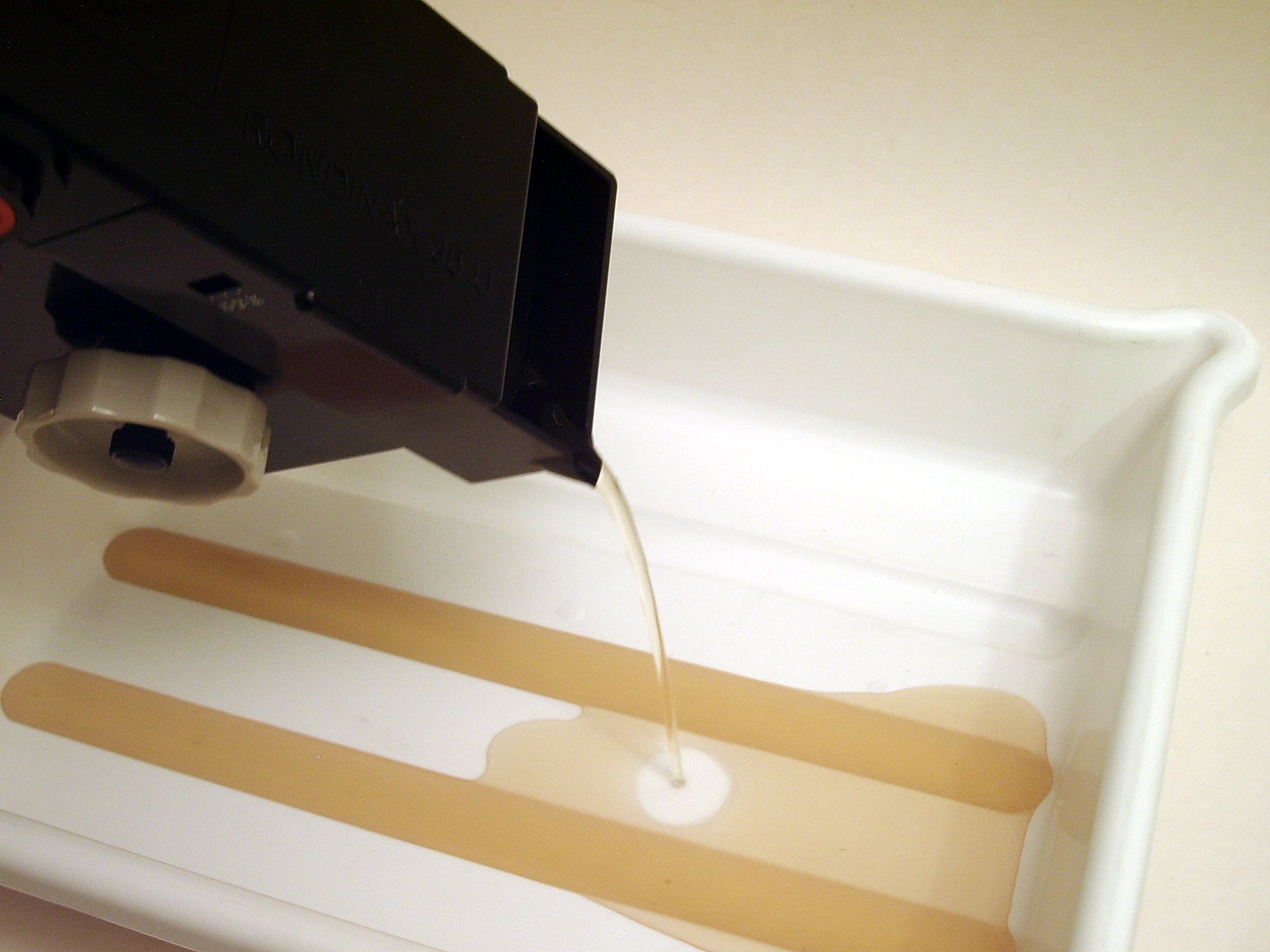
現像液の排出。これは Agfa Rondinax 35 U というタンク。

- 全暗室で現像タンクにフィルムを装填、蓋を密閉
- 注入口から現像液注入
- 攪拌 - 上下を逆にシェイク
  - 当初1秒1回の間隔で30秒間連続攪拌、タンクの底を打ち付け泡切り
  - 1分あたり攪拌10秒、泡切りを反復
- 現像液を排出 - 白黒リバーサル現像では排出した現像液を第二現像で使用

⇒停止浴（あるいは水洗）へ

## おもな製品
- コダック デベロッパー D-76 - 現像液、白黒用[16]
- 富士フイルム スーパープロドール - 「コダックD-76」に近い[17]
- イルフォード ID-11 - 「コダックD-76」完全互換品
- テテナール ドクモール - 現像液、白黒用、フィルムには1:6、印画紙には1:9で希釈する[18]
- オリエンタル写真工業 スーパーオリトーンPB - 現像液
- エヌ・エヌ・シー ND-76 - 「コダックD-76」処方